# Convoi HXF 13
Le convoi HXF 13 est un convoi rapide passant dans l'Atlantique nord, pendant la Seconde Guerre mondiale. Il part de Halifax au Canada le 10 décembre 1939 en direction de différents ports du Royaume-Uni et à Dunkerque. Il arrive le 24 décembre 1939.

## Composition du convoi
Ce convoi est constitué de 11 navires britanniques :
- Royaume-Uni : Lindenhall, Mahseer, Rangitiki, San Ambrosio, Gorjistan, G. S. Walden, British Prudence, Cairnglen, Beaverford
- Norvège : Ferncourt, Italia

## Escorte
Ce convoi est escorté par :
- les destroyers canadiens NCSM Skeena et NCSM Saguenay du 19/12 au 20/12
- le Croiseur léger britannique : HMS Enterprise du 19 au 28 décembre
- le destroyer britannique HMS Wren (en) - du 28/12 au 29/12

## Voyage
Parti le 19 décembre, le convoi arrive le 30 décembre à Liverpool.